# 공허
공허(空虛, 영어: emptiness), 공허감(空虛感), 허무(虛無), 허무감(虛無감), 또는 간단히 공(空)은 인간의 조건으로서 일반화된 지루함, 소외, 무감정의 감정이다. 공허의 느낌은 기분부전장애, 우울증, 외로움, 성쾌감 상실, 절망, 기타 정신/감정적 질환(분열성 인격장애, 외상 후 정신적 외상, 주의력결핍 과다행동장애, 분열형 인격장애, 경계선 인격장애 포함)을 수반하기도 한다. 공허함의 느낌은 비탄의 자연스러운 과정의 일부이기도 하며 이는 별거, 애인의 죽음, 기타 상당한 변화의 결과로 나타난다. 그러나 "공허"의 특정한 의미는 공허가 쓰이는 특정한 문맥, 종교, 문화적 전통에 따라 다양하다.
기독교와 서양 사회학자들과 심리학자들은 때때로 공허함의 상태를 부정적이거나 원치 않는 상태로 바라볼때도 있으며 한편 불교 사상, 도교와 같은 동양 철학에서는 공허(공)는 독립된 본성이 표출된것으로 인식하는 경우도 있다.
한편 그리스 신화에서 혼돈이라는 의미를 가진 카오스는 최초로 생긴 '텅 빈 공간'(우주가 들어갈 공간)을 가리킨다.
공허와 비슷한 단어는 감정적 유사어로 허무,외로움,고독,무의미,적막등이 있고
철학적과 문화적으로 무,공,공백,심연,텅 빈,허공,침묵이 있으며
물리적 표현으로는 빈 공간,공백,허무,무가 있다

## 같이 보기
- 지루함
- 허무주의
- 생리학
- 영혼
- 보이드(void)
- 병맛
- 초현실주의
- 부조리

## 추가 문헌
- Moss, Robert. Understanding Emptiness: The Think/Feel Conflict. R. A. Moss, 1993. ISBN 0-9638848-0-8
- Sanders, Catherine. How to Survive the Loss of a Child: Filling the Emptiness and Rebuilding Your Life. Three Rivers Press, 1998. ISBN 0-7615-1289-6